# انفتال
يحدث الانفتال (بالإنجليزية: volvulus)‏ عدنما تلتف عروة معوية حول نفسها وحول المسراق الداعم لها، ما يتسبب بانسداد معوي. تتضمن الأعراض ألمًا بطنيًا، وانتفاخ البطن، وإقياءً، وإمساكًا، وبرازًا مدمى. يمكن أن يكون ظهور الأعراض سريعًا أو تدريجيًا أكثر. يمكن أن يلتف المسراق بإحكام فينقطع الجريان الدموي في جزء من الأمعاء، ما يتسبب بإقفار معوي. قد يحدث في هذه الحالة حمى أو ألم شديد عند لمس البطن (التهاب بريتوان).
تتضمن عوامل الخطر العيب الخلقي المعروف بسوء الدوران المعوي، والقولون المتضخم، ومرض هيرشسبرونغ، والحمل، والالتصاقات البطنية. يمكن للإمساك طويل الأمد والحمية الغذائية مرتفعة الألياف أن تزيد الخطر. يعد القولون السيني الجزء الأكثر إصابةً والأعور ثاني أكثر الأجزاء إصابةً. يصيب عادةً الأمعاء الدقيقة أكثر عند الأطفال. يمكن أن تتأثر المعدة أيضًا. يُشخص نموذجيًا عن طريق التصوير الطبي مثل الأشعة السينية، أو الحقن بالباريوم، أو التصوير المقطعي المحوسب.
يمكن أن تكون المعالجة البدئية عن طريق التنظير السيني  أو حقن الباريوم. يُوصى عادة باقتطاع الأمعاء خلال اليومين التاليين، بسبب خطر الانتكاس العالي. إذا كانت الأمعاء ملتفة بشدة أو التروية الدموية مقطوعة، فيجب إجراء الجراحة فورًا. في الانفتال الأعوري، يُتطلب عادةً إزالة جزء من الأمعاء. إذا كان الأعور سليمًا، فيمكن أحيانًا إعادته إلى الوضعية السوية والخياطة.
ذُكرت حالات انفتال في مصر القديمة تعود إلى وقت مبكر في عام 1550 قبل الميلاد. يكون أكثر شيوعًا في إفريقيا، والشرق الأوسط، والهند. تبلغ نسبة الانفتال في الولايات المتحدة نحو 2-3 حالة من كل 100.000 شخص في السنة. يحدث انفتال السين والأعور نموذجيًا بين عمري 30 و70. ترتبط النتائج في ما إذا كان نسيج الأمعاء قد تموّت (غنغرينا) أم لم يتموت بعد. يأتي مصطلح volvulus  من اللاتينية «volvere»، الذي يعني «لفة».

## العلامات والأعراض
بغض النظر عن السبب، يتسبب الانفتال بالأعراض عن طريق آليتين:
- انسداد يتظاهر بتمدد بطن وإقياءات صفراوية.
- إفقار (نقص تروية) في الجزء المصاب من الأمعاء.

تختلف الأعراض تبعًا لموقع الانفتال. على سبيل المثال، عند المرضى المصابين بانفتال أعوري، تكون الأعراض المسيطرة عندهم أعراض انسداد الأمعاء الدقيقة (غثيان، وإقياء، ونقص في البراز أو أرياح)، وذلك لاقتراب نقطة الانسداد من الصمام الأعوري اللفائفي والأمعاء الدقيقة. عند المرضى المصابين بانفتال سيني، على الرغم من احتمالية وجود ألم بطني، تكون أعراض الإمساك أكثر سيطرة.
يتسبب الانفتال بألم شديد وإصابة مترقية في جدار الأمعاء، مع تراكم الغازات والسوائل في القسم المسدود من الأمعاء. في النهاية، يمكن أن يتسبب هذا بنخر في جدار الأمعاء المصاب، وحماض، والموت. يعرف بانسداد عروة مغلقة بسبب وجود عروة منعزلة («مغلقة») من الأمعاء. يتطلب الانفتال الحاد عادة تدخلًا جراحيًا فوريًا من أجل تقويم القطعة المعوية المصابة وربما اقتطاع القسم غير القابل للإنقاذ.
يحدث الانفتال بشكل متكرر أكثر عند الذكور متوسطي العمر والمسنين. قد ينشأ الانفتال كاختلاط نادر عند الأشخاص الذين لديهم قولون مزيد، والذي هو تباين تشريحي سوي يسفر عن عرى قولونية إضافية.
يعد الانفتال السيني الشكل الأكثر شيوعًا من انفتالات القناة الهضمية. يكون مسؤولًا عن 8% من انسدادات الأمعاء جميعها. يشيع حدوث الانفتال السيني بشكل خاص عند الأشخاص المسنين ومرضى الإمساك. يعاني المرضى من ألم وتمدد بطن وإمساك تام.
يكون الانفتال الأعوري أقل شيوعًا بعض الشيء مقارنة بالانفتال السيني ويترافق بأعراض ألم بطني وانسداد في الأمعاء الدقيقة.
يمكن أن يحدث الانفتال أيضًا عند مرضى الحثل العضلي الدوشيني بسبب خلل وظيفة العضلات الملساء.

## الأسباب
يحدث انفتال المعى المتوسط عند الأشخاص (الرضع عادة) المتأهبين بسبب سوء دوران الأمعاء الخلقي، ويحدث الانفتال القطعي عادةً عند الأشخاص في أي عمر عند تأهبهم بسبب وجود محتويات شاذة في الأمعاء (مثل علوص العقي) أو بسبب الالتصاقات، وتحدث انفتالات الأعور والقولون المستعرض والقولون السيني عادة عند البالغين عند وجود عوامل تأهب بسيطة فقط مثل نسيج الأمعاء المزيد (الزائد والغير مدعم جيداً) والإمساك.

### الأنواع
- انفتال وليدي.
- انفتال الأمعاء دقيقة.
- انفتال المعى المتوسط (بسبب سوء دوران الأمعاء).
- انفتال الأعور.
- انفتال القولون السيني.
- انفتال القولون المستعرض.
- انفتال الثنية الطحالية، وهو الأندر.
- عقدة لفائفية أعورية.

## معرض صور

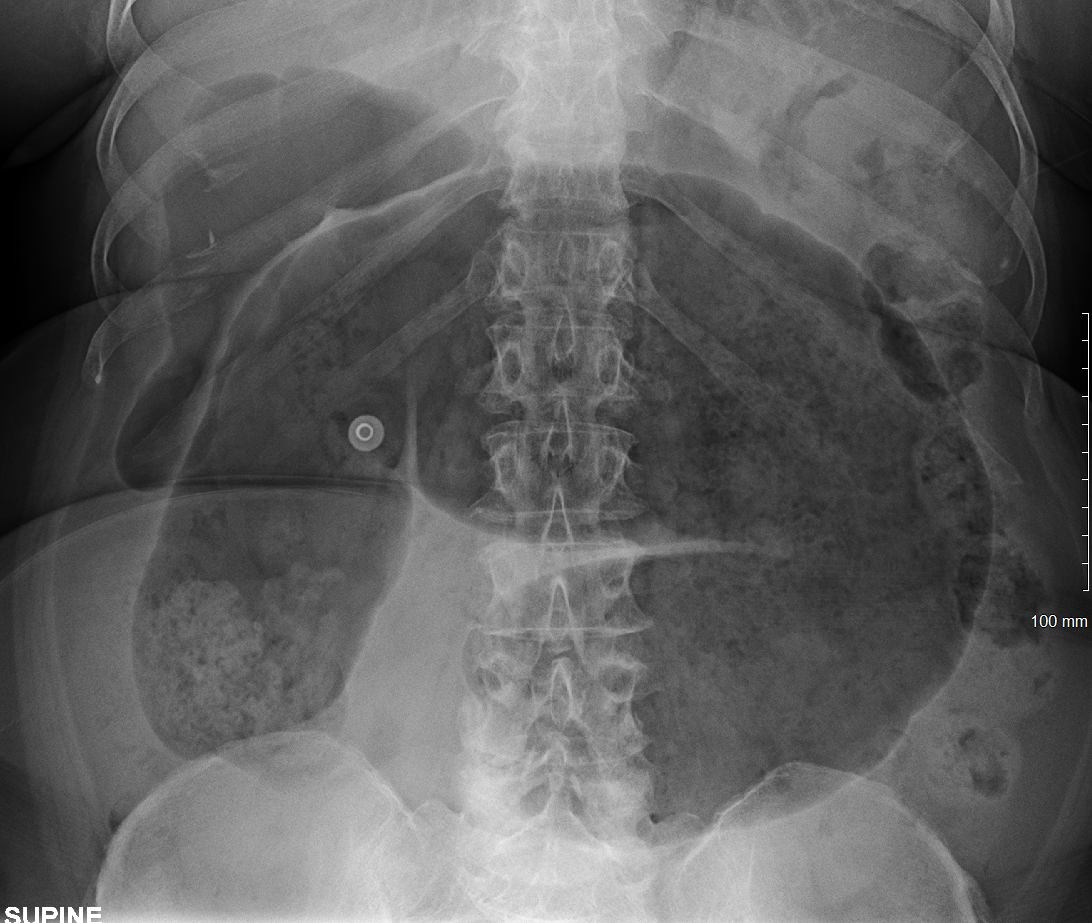
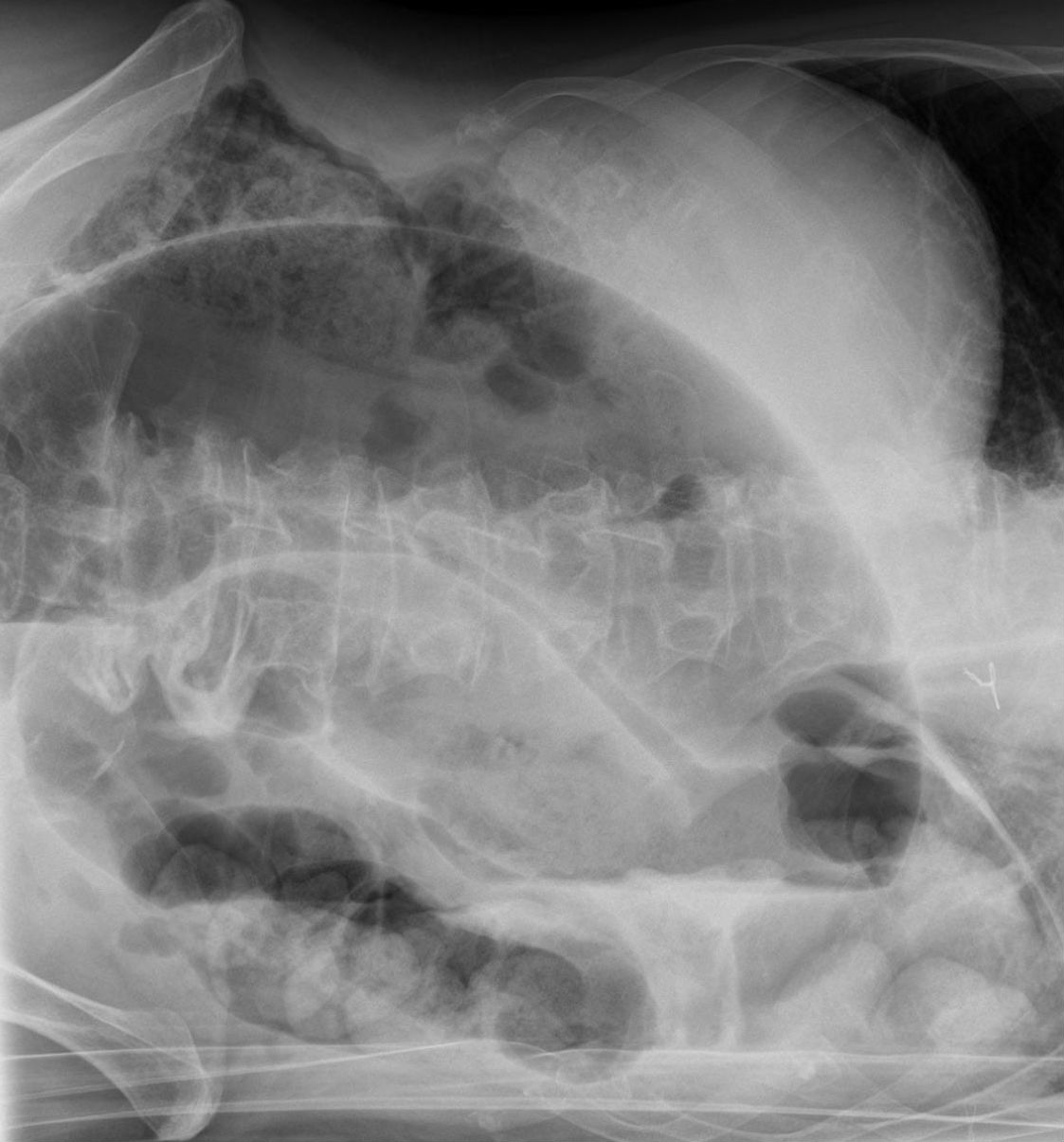
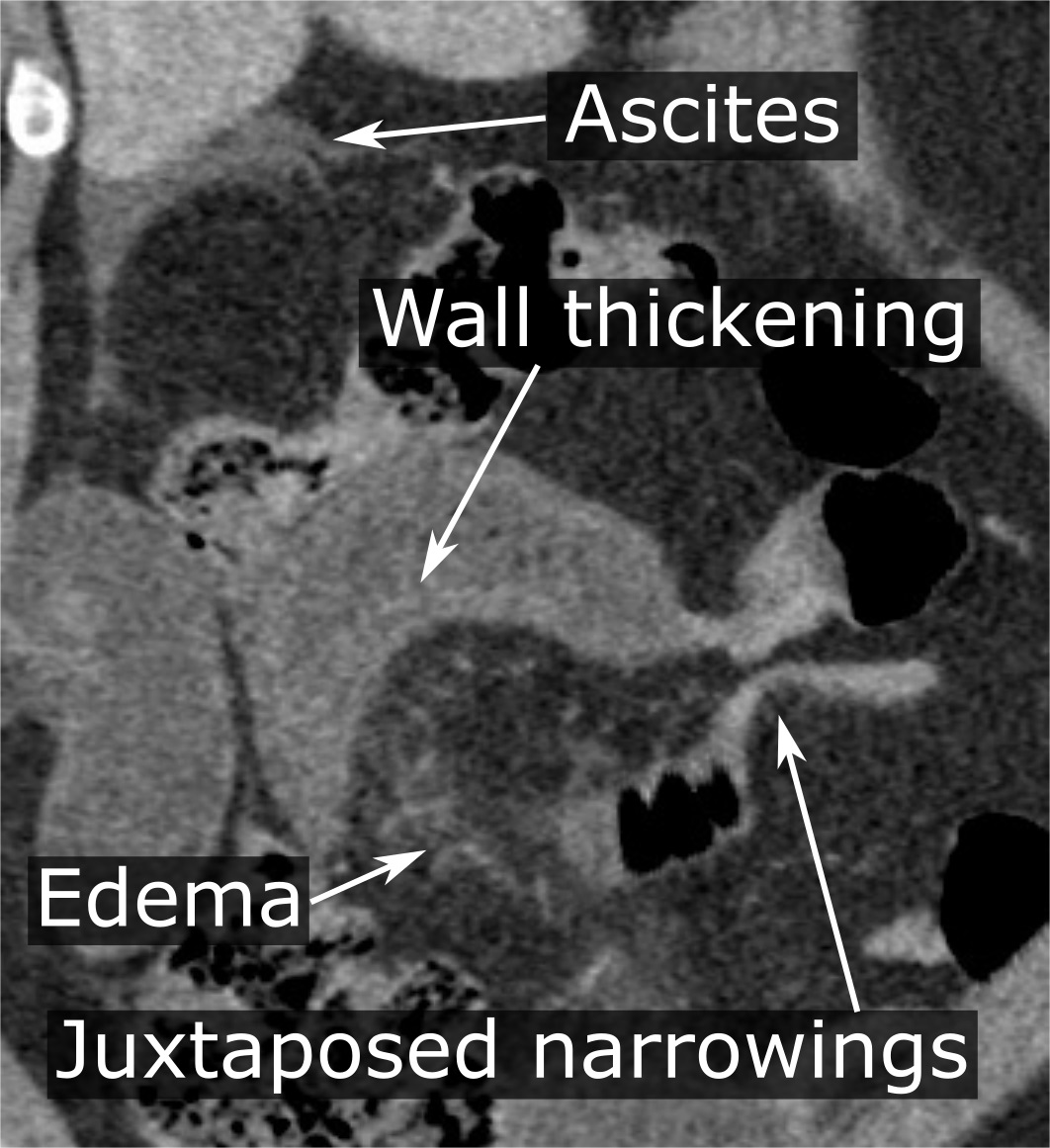
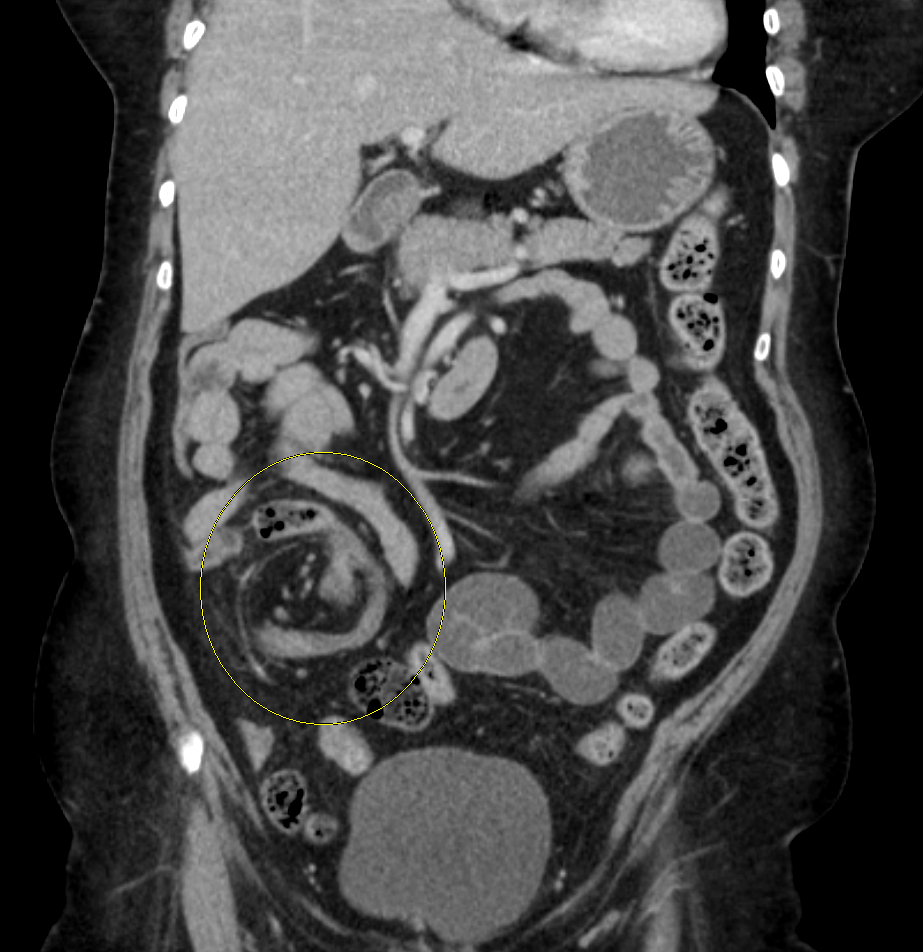
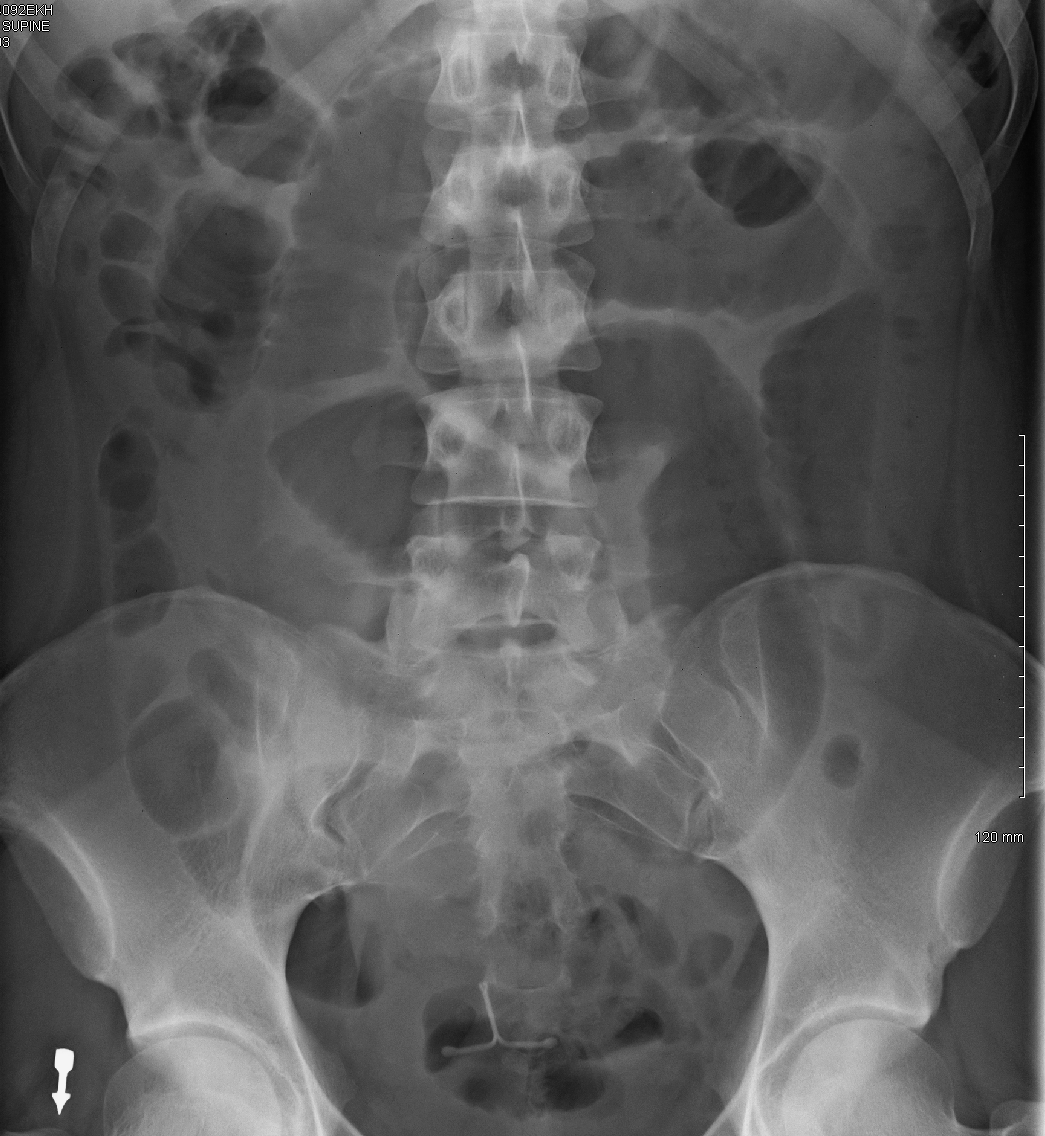